# Empire Baté
?–1879
Entités suivantes :
- Empire wassoulou

L'empire Baté était un État précolonial situé autour de la ville de Kankan dans ce qui est aujourd'hui la Guinée. Il a été conquis par l'empire wassoulou en 1879.